# ライブリー (帆走フリゲート)
HMS ライブリー（HMS Lively）は、イギリス海軍の帆走フリゲート。38門5等級艦、1804年進水、同年就役。バンカーヒルの戦い（1775年）に参加した同名スループ、サン・ビセンテ岬の海戦（1797年）に参加した同名フリゲートとはいずれも別艦。

## 戦歴
1804年10月5日、グレアム・イーデン・ハモンド艦長（のち中将）の下、グレアム・ムーア艦長の指揮する4隻のフリゲートからなる戦隊の一員として、やはり4隻のフリゲートからなるスペインの財宝艦隊を海上で捕捉し、拿捕した（1804年10月5日の軍事行動）。当時スペインはナポレオン戦争において中立の立場にあったが、南アメリカ大陸から運ばれる金地金などが敵方を利することを恐れたイギリスはあえてこれを奪った。「ライブリー」はスペインのフリゲート「サンタ・クララ」を拿捕した後、逃亡を図った「ファーマ」を追跡し、これも捕らえた。
この事件はパトリック・オブライアンの小説『勅任艦長への航海』（オーブリー&マチュリンシリーズ第2巻）に登場する。そこでは主人公オーブリーが代理艦長として一時的に本艦の指揮を執っていることになっている。
1805年3月、「ライブリー」はサー・ジェームズ・クレイグ提督のイタリア遠征に従い、クレイグの旗艦「ドラゴン」、軍艦「アンバスケード」とともにマルタへの輸送船団を護衛した。
1810年8月26日、このときもマルタへの船団を護衛していた「ライブリー」は、マルタ島のCoura岬の近くの岩に座礁し、失われた。この事故による犠牲者はなかった。

## 同名艦
イギリス海軍には「ライブリー」の名をもつ軍艦が歴代複数存在する。
- 20門スループ - 1754年進水。アメリカ独立戦争の「バンカーヒルの戦い」（1775年）に参加。
- 26門スループ - 1788年進水。
- 32門フリゲート - 1793年進水。「サン・ビセンテ岬の海戦」（1797年）に参加（ただし戦闘にはほとんど加わっていない）。
- 38門フリゲート - 1804年進水。本艦。
- B級駆逐艦_(初代) - 1902年就役。